# Justin Fondren
Justin Fondren (ur. 2 lutego 1994) – amerykański lekkoatleta specjalizujący się w skoku wzwyż. 
Pierwszy międzynarodowy sukces odniósł w 2011 zdobywając brązowy medal mistrzostw świata juniorów młodszych. 
Rekord życiowy: 2,21 (5 kwietnia 2014, Tuscaloosa).

## Osiągnięcia
| Rok  | Impreza                               | Miejsce         | Pozycja    | Wynik |
| ---- | ------------------------------------- | --------------- | ---------- | ----- |
| 2011 | Mistrzostwa świata juniorów młodszych | Lille Metropole | 3. miejsce | 2,13  |
| 2013 | Mistrzostwa panamerykańskie juniorów  | Medellín        | 3. miejsce | 2,13  |